# مادیسور
مادیسور (نام علمی: Madysauridae) نام یک تیره از راسته ددکمانان است.